# 点呼投票
点呼投票（てんことうひょう）、ないし、ロール・コール方式 (roll call) は、表決の方式のひとつ。

## 名称
一般に「点呼」とは、その場にいるべき者の名を一人ずつ呼び、確かにその場にいることを確認する作業である。英語の「roll call」も、「巻物」に由来する「名簿」を意味する「roll」を「呼ぶ、読み上げる」すなわち「call」すること、点呼することを意味する。
「点呼投票」と表現されるのは、議会などにおいて、議長が定められた順番にしたがって議員の名を一人ずつ呼び、これに応じて各員が賛否、ないしは棄権を、口頭で表明する表決の方式である。表決に際し、賛否などの意思表示を口頭ではなく、紙片、木札など何らかの物理的な票を用いた投票でおこなう場合も、点呼により定められた順番で各員が票を投じることがあるが、これは点呼投票ではない。

## 点呼投票がおこなわれる例

### 国際連合
国際連合の場における投票は、挙手、起立、ないしは投票用機械による記録投票といった一斉投票が原則であるが、成員のいずれかから求められれば、抽選で最初に指名する国を決めた上で、以降は国名のアルファベット順に点呼投票をおこなうことがある。
1960年代以降には、投票用機械による記録投票が導入され、1967年の規則改定（規則 87(b)）によって「記録投票の場合、総会は、代表が別段の要請をしない限り、構成国の点呼をはぶくことができる」と定められたため、点呼投票の機会はほとんどなくなったが、特殊な政治的意図に基づいて、あえて点呼投票が要求され、実施された例もある。

### アメリカ合衆国議会
アメリカ合衆国における点呼投票は、名前を読み上げられた投票者が議案に賛成であれば「イヤー (Yea)もしくはアイ(Aye)」、反対であれば「ネイ (Nay)もしくはノー(No)」と答えることから、イヤーズ・アンド・ネイズ投票 (Yeas and Nays vote) とも呼ばれることもある。
アメリカ合衆国議会においては、上院・下院とも発声投票 (Voice Vote)、起立投票 (Standing Vote) ないし分列投票 (Division Vote)、記録投票 (Recorded Vote) のいずれかの方法により表決がおこなわれ、このうち発声投票と起立投票は慣行によるものであり、規則上は記録投票が正式なものであるが、実際には多くの表決が発声投票によって採られており、各議員の投票行動は記録に残されない。ただし、発声投票にかけられる議案は、全会一致の表決となるであろうことがあらかじめ見込まれている議案である。
記録投票は、票数だけでなく、各議員の投票行動が記録され、公開される。
上院の記録投票は点呼投票で行われる。この点呼投票の時間は議員同士がめいめいに相談する時間として活用される。また、自分の名前を読み上げられた際に賛否表明をせずとも、時間内であれば書記官に賛否を伝えることで投票ができる。
下院においては、記録投票には電子式投票システムを用いるため、点呼投票が実施される機会はほとんどないが、システムが故障した場合などには例外的に点呼投票がおこなわれる。下院の電子式投票は、開始から締切まで15分以上の投票時間に議員同士の個別相談ができ、投票時間中に各議員の投票内容が刻々と議場に表示されるなど、従来の点呼投票との共通点が多い。
なお、下院議長選挙は、立候補制ではなく議員以外への投票も可能であることもあり、電子投票を用いず、点呼投票で行われる。

## 投票者の行動
この方式は、最終的に誰がどのように投票したかが明示されるという意味で公開投票であるが、投票順によって、他者の投票行動について得られる情報が異なる、すなわち、最初の方に投票する者には他者の投票がいかなるものとなるかが判らないが、最後の方に投票する者には、ほとんどの他者の投票行動が、あるいは、投票結果の大勢が判明しているという点に特徴がある。
アメリカ合衆国上院における投票行動についての分析によると、所属する政党の方針が、私的信条ないしは自らの選挙区の利害とが矛盾するような立場に置かれた議員は、投票の順番が早い場合には、私的信条なり選挙区の利害を優先させる傾向、すなわち、投票順番効果があるという。ただし、事前に結果が明白であるような場合には、議員たちは全員が私的信条や選挙区の利害を優先させるので、投票順番効果は生じない。